# セオドラ・ティス・エラザス (1906-1969)
セオドラ・ティス・エラザス・ケ・ザニアス（ギリシャ語: Θεοδώρα της Ελλάδας και Δανίας, 1906年5月30日 - 1969年10月16日）は、ギリシャの王族。ゲオルギオス1世の孫娘の1人。ギリシャ王女およびデンマーク王女。ドイツのバーデン辺境伯ベルトルトと結婚した。

## 生涯

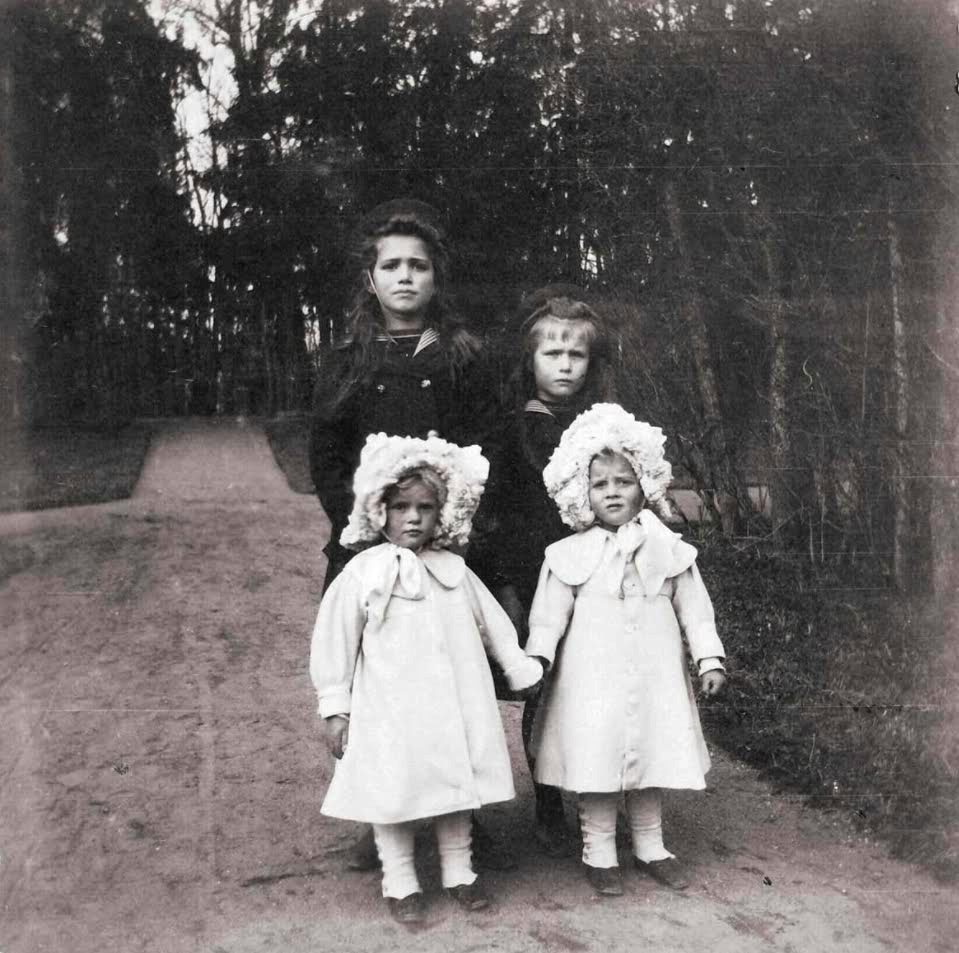
1908年。後列左：マリア皇女（ロシア）、後列右：アナスタシア皇女（ロシア）、前列左：マルガリタ王女、前列右：セオドラ王女

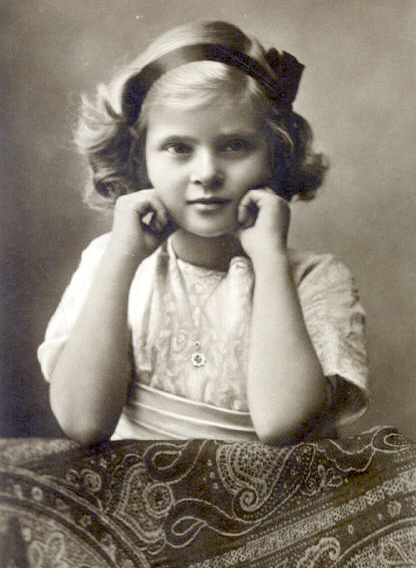
1910年、セオドラ

セオドラはゲオルギオス1世の四男アンドレアス王子とその妻アリス・オブ・バッテンバーグの次女、第2子として、ギリシャのコルフ島で生まれた。母方の祖父はイギリスに帰化したドイツ貴族である初代ミルフォード＝ヘイヴン侯爵ルイス・アレグザンダー・マウントバッテンである。弟のフィリッポスは、イギリス女王エリザベス2世と結婚してエディンバラ公を名乗っている。3人の姉妹、マルガリタ（ホーエンローエ＝ランゲンブルク侯夫人）、セシリア（ヘッセン大公世子妃）、ソフィア（ヘッセン公子妃、ハノーファー王子妃）は、セオドラと同様にドイツの王侯貴族に嫁いだ。
セオドラは家族内では「ドーラ(Dora)」の愛称で呼ばれた。
1931年8月17日、セオドラはバーデン辺境伯ベルトルトと結婚した。ベルトルトは最後のドイツ帝国宰相でバーデン大公家家長のマクシミリアン・フォン・バーデンの長男で、2人は又従兄妹同士であった（ともにデンマーク国王クリスチャン9世の曾孫にあたる）。辺境伯夫妻は3人の子女をもうけた。1969年、西ドイツのビューディンゲンで亡くなった。

## 子女
- マルガリータ・アリーツェ・ティーラ・ヴィクトリア・マリー・ルイーゼ・スホラスティカ（英語版）（1932年 - 2013年） - 1957年、ユーゴスラビア王子トミスラヴと結婚（1981年離婚）
- マクシミリアン・アンドレアス・フリードリヒ・グスタフ・エルンスト・ベルンハルト（1933年 - 2022年） - バーデン辺境伯、1966年にオーストリア大公女ヴァレリー[注釈 1]と結婚
- ルートヴィヒ・ヴィルヘルム・ゲオルク・エルンスト・クリストフ（1937年 - ） - 1967年、アウエルスペルク＝ブロイナー侯女アンナ・マリアと結婚